# Aztec Warfare I
Aztec Warfare I o Aztec Warfare (2015) es el noveno episodio de la primera temporada de Lucha Underground, solo se hace una vez por temporada. El templo de Lucha Underground coronó al primer monarca de la empresa, Prince Puma, quien se levantó con el cinturón dorado en un largo duelo denominado Aztec Warfare. La lucha sería un estilo de Royal Rumble, donde cada 90 segundos ingresaría un nuevo luchador al ring y la única forma de quedar eliminado sería por rendición o conteo de tres segundos.

## Argumento
El duelo comenzó con Fénix y Johnny Mundo en el cuadrilátero, posteriormente se unió al combate Mr.Cisco, quien no tardó mucho en ser eliminado por los gladiadores aéreos. King Cuerno fue el siguiente en el encordado y puso en serios problemas a sus dos contrincantes. Son of Havoc y Pimpinela Escarlata les siguieron, haciendo un poco más caótico el duelo. Posteriormente, Prince Puma ingresó para enfocar su ataque en Mundo, pero sin poder eliminarlo. Ivelisse se unió a la reyerta y ayudó a la eliminación de Pimpinela a manos de Havoc. Drago fue el siguiente en ingresar al ring. Posteriormente King Cuerno dio cuenta de Ivelisse, casi de inmediato apareció Bael para atacar a Puma y Mundo, mientras arriba del ring continuaba el combate aéreo entre Drago y Fénix. El siguiente eliminado fue Son of Havoc a manos de Prince Puma. Posteriormente Cortez Castro entró al ring, quien junto a Bael comenzaron a dominar el ring. Ricky Mandel ingresó al ring para poner un alto, consiguiendo sacar a Cortez, para que Puma eliminara a Bael, posteriormente Mundo hizo lo propio con el propio Castro. Big Ryck apareció en el combate y de inmediato se lanzó su ataque contra todo el que se le interpusiera y Ricky Mandel pagó los platos rotos al quedar eliminado, posteriormente ayudó a King Cuerno a eliminar a Drago, pero Johnny Mundo lo sorprendió por la espalda y dio cuenta de Cuerno. Pentagón Jr. ingresó al ring y consiguió diezmar a todos los gladiadores sobre él, al grado de dejar fuera de combate a Puma por unos minutos con una quebradora. Súper Fly fue el siguiente en el cuadrilátero y puso en predicamento a sus rivales, aunque Ryck lo detuvo.
Después Chavo Guerrero entró al duelo con una silla con la cual golpeó a Súper Fly para eliminarlo, pero cuando parecía que se uniría a Pentagón Jr. también lo golpeó con la silla para dejarlo fuera del torneo. El siguiente en la lista fue Mascarita Sagrada, quien pese a empezar un poco mal, recompuso el camino para enfrentar a Fénix. Sexy Star llegó para enfrentar a Chavo Guerrero y buscar su eliminación. Después el poderío de Big Ryck se impuso a Mascarita Sagrada al cual eliminó.
El Mariachi Loco fue el penúltimo en entrar al ring. Finalmente Mil Muertes terminó con la lista de luchadores que ingresarían al encordado, de inmediato eliminó al Mariachi y dejó en malas condiciones a Fénix. Ryck y el “Emisario de la Muerte” chocaron en el ring pero ninguno cedió terreno por lo que el resto de luchadores se unieron para atacarlos. Con la ayuda de Fénix, Chavo Guerrero eliminó a Big Ryck, aunque después golpeó a su aliado efímero con una silla y lo eliminó.
Sexy Star se lanzó contra Chavo, pero consiguió derribarla y cuando amenazó con rematarla, Blue Demon Jr. llegó al ring y ayudó a Sexy Star a eliminar a Chavo y sentenció al integrante de la familia Guerrero. Con solo cuatro gladiadores en el ring, Mil Muertes eliminó a Sexy Star; posteriormente los dos ágiles gladiadores intentaron diezmar a Muertes, quien se vio afectado por los dos gladiadores. Puma intentó atacar al enorme gloriador, pero Catrina se lo impidió, pero cuando Muertes intentó rescartarla, Mundo soltó una patada que golpeó a la mujer. La unión de Puma y Mundo consiguió eliminar al polémico Mil Muertes. Finalmente Puma y Mundo se enfrentaron en un combate mano a mano donde predominaron los movimientos rápidos y ejecuciones aéreas; tras varios minutos de encuentro y varias oportunidades de ambos gladiadores, Prince Puma consiguió derrotar a Mundo con un 360. De esta forma y tras un combate muy largo, Prince Puma se convirtió en el primer Campeón de Lucha Underground.

## Resultados
- Prince Puma ganó el Aztec Warfare Match 2015 y el Campeonato de Lucha Underground inaugural.
  - Prince Puma eliminó finalmente a Johnny Mundo, ganando la lucha.

## Aztec Warfare: entradas y eliminaciones
Cada participante ingresó en intervalos de 90 segundos.
| Nun. | Entrada             | Orden | Eliminado por    | Movimiento final                                                   |
| ---- | ------------------- | ----- | ---------------- | ------------------------------------------------------------------ |
| 1    | Fénix               | 15    | Guerrero         | Cubrió después de ser golpeado en la cabeza con una silla de acero |
| 2    | Johnny Mundo        | 19    | Puma             | Cubrió después de un 630° senton                                   |
| 3    | Mr. Cisco           | 1     | Mundo            | Cubrió después de un End of the World                              |
| 4    | King Cuerno         | 9     | Mundo            | Cubrió después de un Crucifix pin                                  |
| 5    | Son of Havoc        | 4     | Puma             | Cubrió después de un Benadryller                                   |
| 6    | Pimpinela Escarlata | 2     | Havoc            | Cubrió después de un Shooting star press                           |
| 7    | Prince Puma         | –     | Ganador          | N/A                                                                |
| 8    | Ivelisse            | 3     | Cuerno           | Cubrió después de un Thrill of the Hunt                            |
| 9    | Drago               | 8     | Cuerno           | Cubrió después de un Thrill of the Hunt                            |
| 10   | Bael                | 5     | Puma             | Cubrió después de un Standing shooting star press                  |
| 11   | Cortez Castro       | 6     | Mundo            | Cubrió después de un Running knee strike                           |
| 12   | Ricky Mandel        | 7     | Ryck             | Cubrió después de un Ryck Bottom                                   |
| 13   | Big Ryck            | 14    | Guerrero y Fénix | Cubrierón después de un Corkscrew somersault senton by Fénix       |
| 14   | Pentagón Jr.        | 11    | Guerrero         | Cubrió después de ser golpeado en la cabeza con una silla de acero |
| 15   | Super Fly           | 10    | Guerrero         | Cubrió después de ser golpeado en la cabeza con una silla de acero |
| 16   | Chavo Guerrero Jr.  | 16    | Star             | Cubrió después de ser golpeado en la cabeza con una silla de acero |
| 17   | Mascarita Sagrada   | 12    | Ryck             | Cubrió después de un Clothesline                                   |
| 18   | Sexy Star           | 17    | Muertes          | Cubrió después de un Dagger in the Heart                           |
| 19   | El Mariachi Loco    | 13    | Muertes          | Cubrió después de un Flatliner                                     |
| 20   | Mil Muertes         | 18    | Puma y Mundo     | Cubrió después de un Springboard 450° splash tanto de Puma y Mundo |

## Otros roles
Comentaristas
- Matt Striker
- Vampiro

Comentaristas en español
- Hugo Savinovich

Anunciadores
- Melissa Santos